# Tamsin Egerton
Tamsin Olivia Egerton-Dick (Hampshire; 26 de noviembre de 1988), más conocida como Tamsin Egerton, es una actriz y modelo británica.

## Biografía
Es hija de Michael J. Dick y Nicola Egerton-Dick, tiene una hermana llamada Sophia Egerton.
Desde el 2012 sale con el actor estadounidense, Josh Hartnett. El 2 de julio de 2015 la pareja anunció que estaban esperando su primer bebé juntos. La pareja le dio la bienvenida a su primer bebé juntos a finales de 2015. Desde entonces, le han dado la bienvenida a dos hijos más. En noviembre de 2021 contrajeron matrimonio en una ceremonia privada.

## Carrera
En 2001 se unió a la miniserie The Mists of Avalon donde interpretó a Morgaine de joven.
En 2002 dio vida a la princesa Elenora en la película para niños Sir Gadabout: The Worst Kinght in the Land
En 2005 interpretó a Holly Goodfellow en la película Keeping Mum, en la película compartió créditos con los actores Rowan Atkinson, Maggie Smith, Kristin Scott Thomas, Patrick Swayze y Emilia Fox.
En el 2006 se unió a la película Driving Lessons donde interpretó a Sarah. Ese mismo año iba a aparecer en la película Eragon donde interpretaría a Katrina, la hija del carnicero y el interés romántico de Roran, sin embargo sus dos escenas fueron cortadas de la película.

## Filmografía

### Películas
| Año  | Título                                                      | Personaje                         | Notas                           |
| ---- | ----------------------------------------------------------- | --------------------------------- | ------------------------------- |
| 2001 | Hans Christian Andersen: My Life as a Fairytale             | Kate Dickens                      | -                               |
| 2004 | Sherlock Holmes and the Case of the Silk Stocking           | Miranda Helhoughton               | -                               |
| 2005 | Keeping Mum                                                 | Holly Goodfellow                  | -                               |
| 2006 | Driving Lessons                                             | Sarah                             | -                               |
| 2007 | The Abbey                                                   | Tiffany                           | -                               |
| 2007 | Earthquake                                                  | Zoë                               | corto                           |
| 2009 | St. Trinian's II: The Legend of Fritton's Gold              | Chelsea Parker                    | -                               |
| 2009 | Knife Edge                                                  | Flora                             | -                               |
| 2009 | Octavia                                                     | Octavia Brennan                   | -                               |
| 2009 | St Trinian's                                                | Chelsea Parker                    | -                               |
| 2010 | The Story of F***                                           | Daisy                             | -                               |
| 2010 | Huge                                                        | Clarisse                          | -                               |
| 2010 | 4.3.2.1                                                     | Cassandra                         | -                               |
| 2011 | Chalet Girl                                                 | Georgie                           | -                               |
| 2013 | Grand Piano                                                 | Ashley                            | -                               |
| 2013 | Justin and the Knights of Valour                            | Lara                              | prestó su voz para el personaje |
| 2013 | The Look of Love                                            | Amber St. George / Fiona Richmond | -                               |
| 2013 | The List                                                    | Delilah                           | -                               |
| 2014 | Love, Rosie                                                 | Sally                             | -                               |
| 2014 | Queen & Country                                             | Ophelia                           | -                               |
| 2015 | The Lovers                                                  | Laura Fennel                      | -                               |
| 2016 | The Brothers Grimsby                                        | Carla                             | (post-producción)               |
| 2017 | Any Girl Who Loves the Beatles Is Bound to Break Your Heart | Nina                              | (pre-producción)                |

### Series de televisión
| Año  | Título                                     | Personaje           | Notas                           |
| ---- | ------------------------------------------ | ------------------- | ------------------------------- |
| 2001 | The Mists of Avalon                        | Morgaine (de joven) | miniserie                       |
| 2002 | Napoleon                                   | Betzy               | 4 episodios                     |
| 2002 | Sir Gadabout, the Worst Knight in the Land | Princesa Elenora    | -                               |
| 2006 | Silent Witness                             | Hannah Duncan       | 2 episodios                     |
| 2006 | Mayo                                       | Patti Feathers      | episodio # 1.3                  |
| 2009 | Trial & Retribution                        | Imogen Buller-Turi  | episodio "Siren: Part 1"        |
| 2010 | Bookaboo                                   | -                   | episodio "Dogs Don't Do Ballet" |
| 2010 | Money                                      | Butch Beausoleil    | 2 episodios - miniserie         |
| 2011 | Camelot                                    | Guinevere           | 10 episodios                    |
| 2013 | Psychobitches                              | Nancy Spungen       | episodio # 1.4                  |
| 2015 | Killing Jesus                              | Claudia             | miniserie                       |

### Teatro
| Año         | Obra              | Personaje | Notas |
| ----------- | ----------------- | --------- | ----- |
| 1999 - 2000 | The Secret Garden | Mary      | -     |

### Apariciones
| Año  | Título                      | Personaje        |
| ---- | --------------------------- | ---------------- |
| 2006 | Keeping Mum: Deleted Scenes | Holly Goodfellow |
| 2006 | Keeping Mum: Funnies        | Holly Goodfellow |